# 불가리아의 대통령 목록
이 문서는 1946년 왕정 폐지 이후 불가리아의 국가 원수 목록이다. 1946년 ~ 1990년 불가리아 인민 공화국의 국가 원수 불가리아 공산당 지도자, 1990년 민주화 이후의 국가 원수 불가리아 공화국의 대통령 목록이다.

## 불가리아의 국가 원수 (1946년 ~ 현재)

### 불가리아 인민 공화국(1946년 ~ 1990년)
| 이름                                            | 이미지 | 태어남 - 사망 | 임기 시작        | 임기 끝          | 정당                            |
| ----------------------------------------------- | ------ | ------------- | ---------------- | ---------------- | ------------------------------- |
| 임시 평의회 의장 1946 ~ 1947년                  |        |               |                  |                  |                                 |
| 바실 콜라로프                                   |        | 1877 ~ 1950년 | 1946년 9월 15일  | 1947년 12월 9일  | 불가리아 공산당                 |
| 국가 의회 최고 회의 간부회 의장 1947년 ~ 1971년 |        |               |                  |                  |                                 |
| 민초 네이체프                                   |        | 1897 ~ 1956년 | 1947년 11월 9일  | 1950년 5월 27일  | 불가리아 공산당                 |
| 게오르기 다먀노프                               |        | 1892 ~ 1958년 | 1950년 5월 27일  | 1958년 11월 27일 | 불가리아 공산당                 |
| 게오르기 쿨리셰프                               |        | 1885 ~ 1974년 |                  |                  | 불가리아 공산당                 |
| + 니콜라이 게오르기예프 (직무 대행)             |        | 1906 ~ 1987년 | 1958년 11월 27일 | 1958년 11월 30일 | 불가리아 공산당                 |
| 드미트리 가네프                                 |        | 1898 ~ 1964년 | 1958년 11월 30일 | 1964년 4월 20일  | 불가리아 공산당                 |
| 게오르기 쿨리셰프                               |        | 1885 ~ 1974년 |                  |                  | 불가리아 공산당                 |
| + 니콜라이 게오르기예프 (직무 대행)             |        | 1906 - 1987   | 1964년 4월 20일  | 1964년 4월 23일  | 불가리아 공산당                 |
| 게오르기 트라이코프                             |        | 1898 ~ 1975년 | 1964년 4월 23일  | 1971년 7월 7일   | 불가리아 농업인민연합           |
| 국가위원회 의장 1971 ~ 1990년                   |        |               |                  |                  |                                 |
| 토도르 지프코프                                 |        | 1911 ~ 1998년 | 1971년 7월 8일   | 1989년 11월 17일 | 불가리아 공산당                 |
| 페터르 믈라데노프                               |        | 1936 ~ 2000년 | 1989년 11월 17일 | 1990년 4월 3일   | 불가리아 공산당/불가리아 사회당 |

### 불가리아 공화국(1990년 ~ 현재)
| 이름                          | 이미지 | 태어남 - 사망  | 임기 시작       | 임기 끝         | 정당                              |
| ----------------------------- | ------ | -------------- | --------------- | --------------- | --------------------------------- |
| 대통령 1990년 이후            |        |                |                 |                 |                                   |
| 페터르 믈라데노프             |        | 1936 ~ 2000년  | 1990년 4월 3일  | 1990년 7월 6일  | 불가리아 사회당                   |
| 스탄코 토도로프 (직무 대행)   |        | 1920 ~ 1996년  | 1990년 7월 6일  | 1990년 7월 17일 | 무소속                            |
| 니콜라이 토도로프 (직무 대행) |        | 1921 ~ 2003년  | 1990년 7월 17일 | 1990년 8월 1일  | 무소속                            |
| 젤류 젤레프                   |        | 1935년 ~2015년 | 1990년 8월 1일  | 1997년 1월 22일 | 민주세력동맹                      |
| 페터르 스토야노프             |        | 1952년 ~       | 1997년 1월 22일 | 2002년 1월 22일 | 민주세력동맹                      |
| 게오르기 퍼르바노프           |        | 1957년 ~       | 2002년 1월 22일 | 2012년 1월 22일 | 불가리아 사회당                   |
| 로센 플레브넬리에프           |        | 1964년 ~       | 2012년 1월 22일 | 2017년 1월 22일 | 불가리아 유럽발전시민당           |
| 루멘 라데프                   |        | 1963년 ~       | 2017년 1월 22일 | 현직            | 무소속 지지 기반: 불가리아 사회당 |

## 불가리아 공산당 서기장 (1948년 ~ 1990년)
- 게오르기 디미트로프 (1948년 8월 11일 ~ 1949년 7월 2일)
- 불코 체르벤코프 (1949년 7월 2일 ~ 1954년 3월 4일)
- 토도르 지프코프 (1954년 3월 4일 ~ 1989년 11월 10일)
- 페터르 믈라데노프 (1989년 11월 10일 ~ 1990년 2월 2일)

## 같이 보기
- 불가리아 정부
- 불가리아의 역사
- 불가리아의 정치
- 불가리아의 군주 목록
- 불가리아의 총리 목록